# Ludovic Blas
Ludovic Blas (ur. 31 grudnia 1997 w Colombes) – francuski piłkarz występujący na pozycji pomocnika we francuskim klubie Stade Rennais.

## Kariera klubowa
Od 2013 szkolił się w szkółce piłkarskiej En Avant Guingamp. 6 grudnia 2015 zadebiutował w drużynie zawodowej En Avant Guingamp na szczeblu Ligue 1.
| Sezon     | Klub              | Kraj    | Rozgrywki | Mecze | Bramki |
| --------- | ----------------- | ------- | --------- | ----- | ------ |
| 2015/2016 | En Avant Guingamp | Francja | Ligue 1   | 14    | 1      |
| 2016/2017 | En Avant Guingamp | Francja | Ligue 1   | 24    | 1      |
| 2017/2018 | En Avant Guingamp | Francja | Ligue 1   | 31    | 3      |
| 2018/2019 | En Avant Guingamp | Francja | Ligue 1   | 34    | 1      |
| 2019/2020 | En Avant Guingamp | Francja | Ligue 2   | 6     | 0      |
| 2019/2020 | FC Nantes         | Francja | Ligue 1   | 24    | 5      |
| 2020/2021 | FC Nantes         | Francja | Ligue 1   | 36    | 10     |
| 2021/2022 | FC Nantes         | Francja | Ligue 1   |       |        |

## Kariera reprezentacja
Blas grał w młodzieżowych reprezentacjach Francji w trzech kategoriach wiekowych.